# The Catlins
« Catlins (côte) » redirige ici. Pour le fleuve, voir Catlins (fleuve).

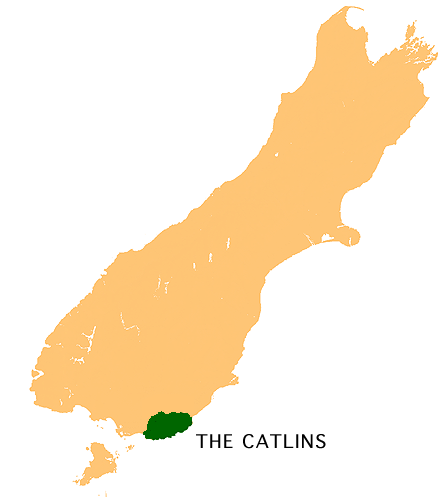
The Catlins.

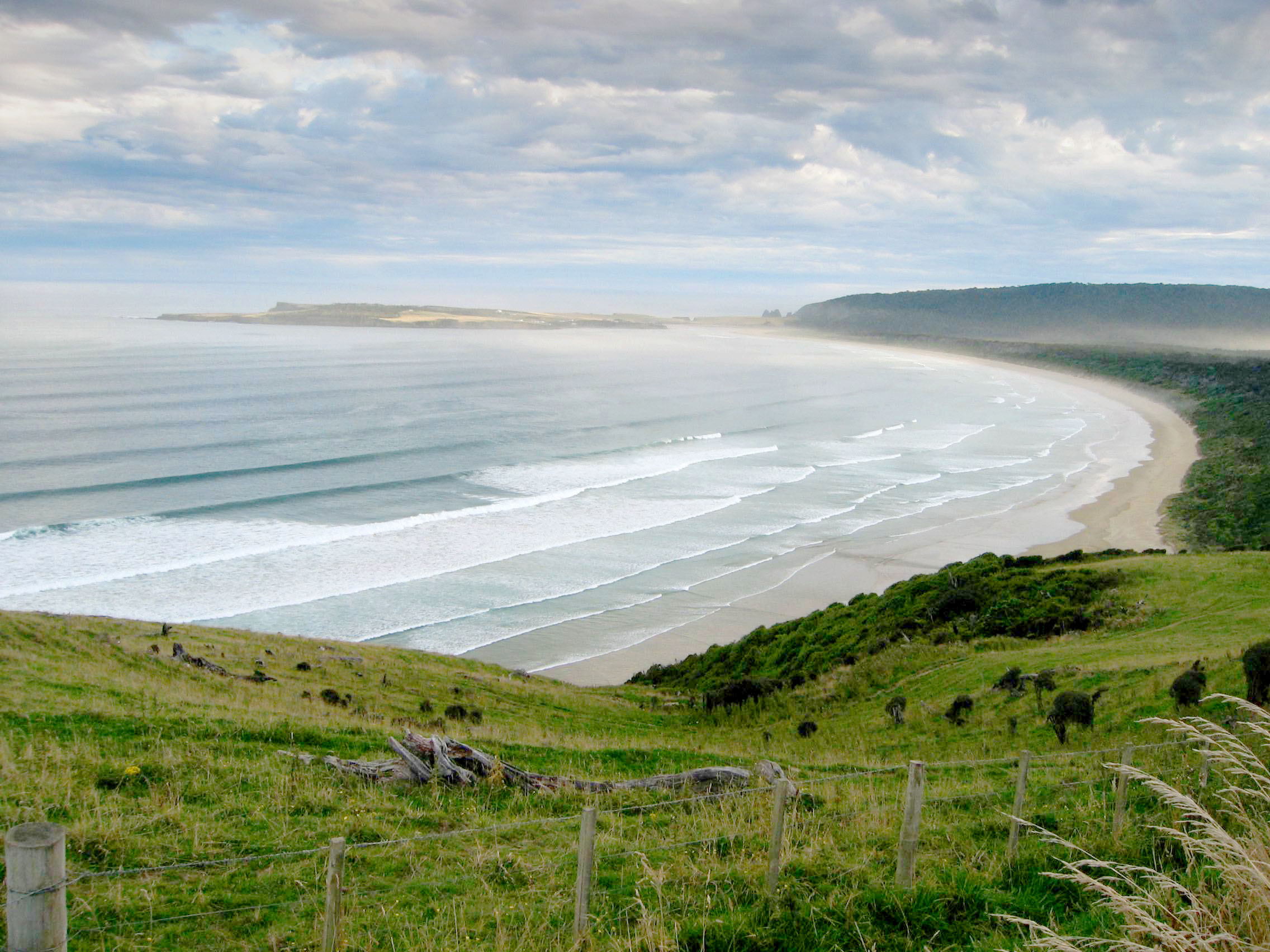
Baie de Tautuku.

The Catlins désigne le sud de l'île du Sud en Nouvelle-Zélande. La zone se situe entre Balclutha et Invercargill, à cheval sur la frontière entre les régions d'Otago et Southland. 
Zone accidentée et peu peuplée, The Catlins disposent d'un paysage côtier pittoresque et d'une dense forêt qui abrite de nombreuses espèces d'oiseaux menacées[réf. souhaitée].
Ses fortes vagues sont une attraction pour surfeurs[réf. souhaitée]. 